# Obiettivo "Brass"
Obiettivo Brass (Brass Target) è un film del 1978 diretto da John Hough. È un thriller statunitense tratto dal romanzo The Algonquin Projet di Frederick Nolan. Ambientato subito dopo la fine della seconda guerra mondiale, ruota intorno a un evento storico: l'incidente automobilistico nel quale il generale George Smith Patton perse la vita. La storia immagina che si sia trattato di un omicidio mascherato da incidente.

## Trama
In Europa dopo il giorno della vittoria alleata nella seconda guerra mondiale, il generale Patton dà ordine che le riserve auree della ex Reichsbank siano trasportate a Francoforte, ma prima che il trasporto giunga a destinazione il treno viene rapinato e la scorta del corpo di Polizia Militare uccisa in un tunnel con l'uso di un gas letale, facendo oltre cinquanta morti tra i soldati.
I russi sono infuriati e accusano gli americani del furto; il generale Patton si assume così la responsabilità di ritrovare la refurtiva. Del crimine è effettivamente responsabile un gruppo di ufficiali americani corrotti al comando del colonnello Donald Rogers, che cerca di insabbiare le indagini. Esse sembrano condurre in un primo tempo all'OSS, il servizio di spionaggio delle Forze Armate americane, e in particolare nella persona del maggiore Joe De Luca, un disilluso veterano molto abile nelle operazioni speciali.
Pare che per appropriarsi dell'oro i rapinatori abbiano riutilizzato un suo piano che durante la guerra era servito per impadronirsi di un convoglio tedesco. Questo - e l'ordine del giovane colonnello Robert Dawson - costringe De Luca a iniziare una propria indagine invece di fare ritorno in patria. Per prima cosa, il maggiore De Luca fa visita al suo ex comandante in tempo di guerra, il colonnello Mike McCauley, che ora vive in un castello tedesco requisito. Lì incontra un'altra sua vecchia conoscenza, Mara, che aveva amato ma era stato costretto a lasciare a causa degli impegni bellici.
Mentre le indagini portano sempre più vicino ai colpevoli, il colonnello Rogers affida l'incarico al suo complice McCauley di ingaggiare un sicario professionista affinché elimini il generale Patton, sperando così di fermare l'indagine sugli ufficiali americani corrotti. Il delitto dovrà sembrare un incidente. Lo spietato Rogers fa, poco dopo, eliminare anche McCauley, per eliminare un testimone potenzialmente scomodo che lo possa ricollegare all'attentato.
Le tracce raccolte conducono De Luca a New York, dove incontra il gangster Lucky Luciano, detenuto in prigione, il quale gli rivela di avere effettivamente fornito a un ufficiale americano, McCauley, il contatto per assoldare il killer, considerato il migliore sulla piazza. De Luca viene inoltre a sapere che si tratta di un cittadino svizzero, ma non può immaginare che si tratti proprio di un uomo di sua conoscenza, Shelley Martin Webber, un trafficante in tempo di guerra che si è brillantemente riciclato come presidente del comitato per gli aiuti ai profughi.
Webber si fa costruire da un vecchio armaiolo un'arma speciale, un fucile a gas in grado di sparare proiettili di gomma che non lasciano ferite superficiali ma che sono in grado di spezzare il collo di un uomo, a patto di colpirlo in un punto estremamente preciso. Ritirata l'arma, il killer uccide l'armaiolo. De Luca rincontra Mara e la convince a riunirsi a lui. La donna gli rivela che lo può aiutare nell'individuare i colpevoli. Nel frattempo Webber, travestito, uccide uno dei più stretti collaboratori di Patton assieme alla sua amante tedesca, lasciando delle tracce per sviare le indagini in modo da dirigerle verso un giornalista che gli somiglia.
Avuta conferma che Patton sta per essere richiamato in patria dal presidente Eisenhower, il colonnello Rogers si rende conto che l'assassinio del generale non è più necessario e cerca a sua volta di fermare il killer che aveva fatto assoldare. Si reca pertanto col suo attendente nella locanda dove alloggia il giornalista, già tenuto sotto discreta sorveglianza dalla polizia militare, uccidendolo assieme ai due agenti della polizia. Mentre sta per uscire dalla locanda viene però riconosciuto da De Luca assieme a Dawson. Nello scontro a fuoco che segue il corrotto colonnello e il suo vice rimangono uccisi.
La vicenda sembra conclusa, con l'apparente assassino e i mandanti morti, ma De Luca non riesce a convincersi e ha la sensazione che Patton possa ancora essere in pericolo. Webber nel frattempo si traveste da soldato statunitense in vista dell'attentato, ma Mara lo riconosce, rivelando a De Luca che è anche l'uomo con cui si era messa dopo il suo abbandono.
De Luca fa una corsa contro il tempo per salvare il generale, ma l'attentato riesce: Webber provoca un incidente tra un camion e l'auto di Patton, colpendolo al collo con la sua arma speciale da una vicina casa diroccata. Accorso sul posto dopo che il generale è stato trasportato d'urgenza in ospedale, De Luca ritrova una strana pallottola, fatta per sembrare un pezzo di guarnizione.
Arrabbiato per non essere riuscito a salvare il generale, De Luca vorrebbe almeno giungere al suo assassino, ma è senza prove. Mara tuttavia è decisa ad aiutarlo e finge di rimettersi assieme allo svizzero, facendo ritrovare l'arma del delitto a De Luca in una casa di montagna e consentendogli di preparare una trappola. Webber cerca di fuggire sugli sci, ma De Luca lo colpisce con la stessa arma usata per Patton, dimostrandosi un eccezionale tiratore. Il corpo cade in un burrone. I servizi segreti coprono tutta la vicenda e Webber viene commemorato nei giornali come un benefattore.

## Produzione
Il film fu girato a Monaco, in Baviera e in Svizzera.